# 紅摺絵
紅摺絵（べにずりえ）とは、江戸時代に描かれた浮世絵における製版技法のひとつである。

## 概要
錦絵誕生以前の色摺版画を言い、墨摺絵に紅色や緑色、また黄色などを加えたもので、何れも原色のままで複雑な色あいは出していない。しかしそれまでは墨摺絵に手で色を施すしかなかったのが、版木に「見当」をつけることにより、版木を使って色を加える木版画の製作が可能となったのである。蜀山人こと大田南畝によれば、紅摺絵は延享元年（1744年）に、江戸の版元、3代目か4代目の江見屋上村吉右衛門が「見当」を工夫して製作したのが初めだという。ただし延享元年より以前、寛保（1741年-1744年）頃に紅摺絵はあったともいわれ、明和2年（1765年）の錦絵創始後も存続していた。用紙には主に柾目紙や仙花紙が使用されていた。紅摺絵を製作した主な絵師として、二代目鳥居清信、鳥居清倍、奥村政信や西村重長、石川豊信らがあげられる。
紅摺絵は紅を主として緑色、または黄色を用いたので、通常は2色か3色のものであったが、後にはやや進んで4色5色を用いるようになった。しかしだいたいは紅色が主体なので、これらをも紅摺絵と呼んでいる。後期にあたる4色5色摺りの時期の絵師では、鳥居清満、鳥居清広、鳥居清経らがいた。なお紅摺絵の一種に、緑と黄色の2色のみで色をつけ紅色を用いないものがあったがこれを草絵と言い、一時期鳥居派の絵師が主に手がけていた。
紅摺絵が描かれた時代は八代将軍徳川吉宗治世の後を受け、世間一般に勤倹の風潮が盛んであった。それにより色摺り版画が発明されても、奢侈を避ける風潮により紙質も漆絵に比べると劣っており、且つこの時代には丹絵、紅絵、漆絵の時代ほどに名家の輩出は見られなかった。それでも前述の奥村政信、石川豊信らが色々な工夫を重ねて構図や色彩上に面白い試みが現れている。そして、次に来るべき錦絵の完成のための準備として多色摺り版画の基礎を創ったことは注意を要す。なお鈴木春信、北尾重政などもその初期には紅摺絵を描いている。